# 캐디 라렌

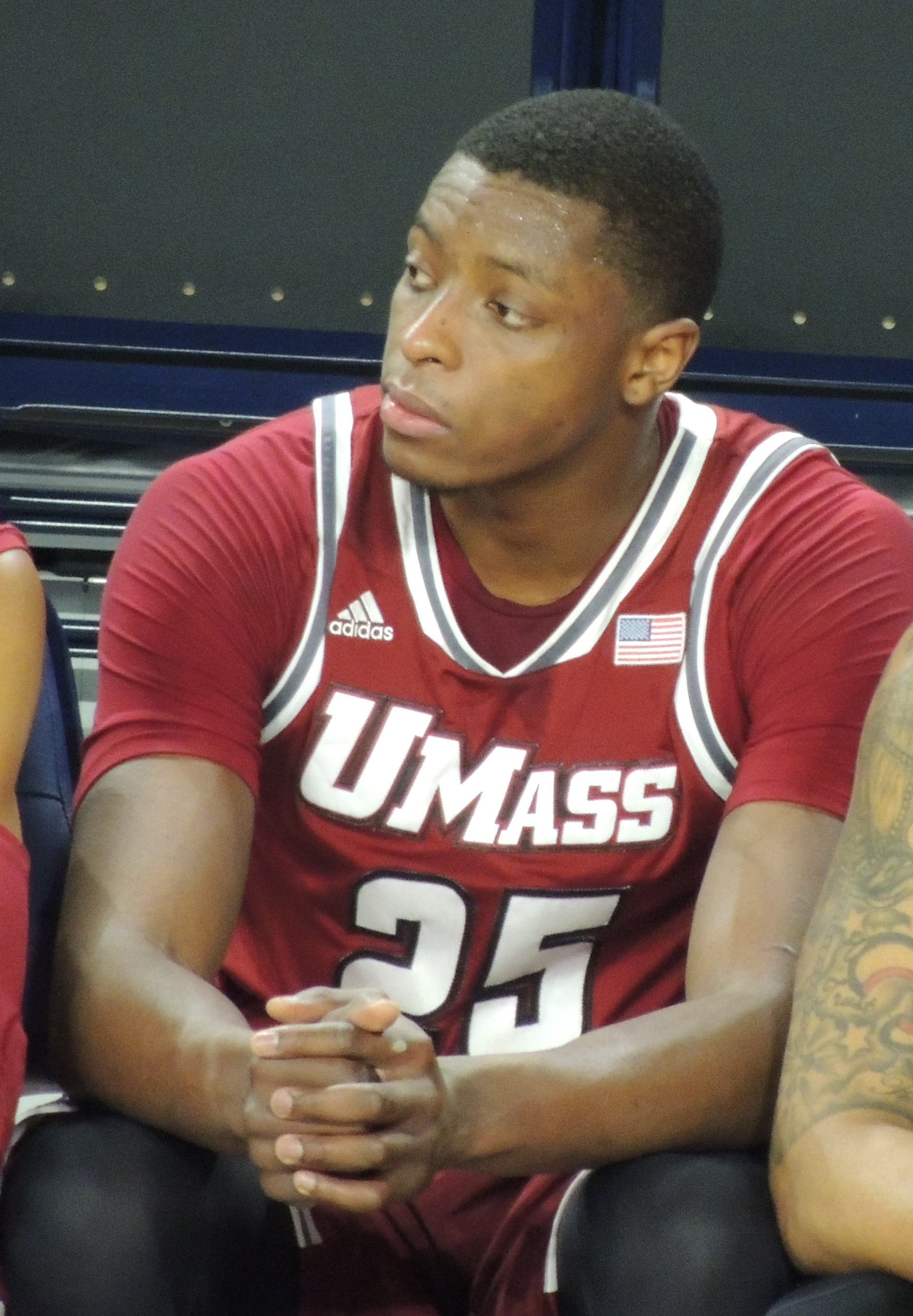
캐디 라렌

캐디 라렌(Cady Lalanne)은 아이티의 농구 선수이다. 2021년 현재 한국프로농구의 수원 kt 소닉붐 소속 선수이다.